# Кам-Ключ
Кам-Ключ (рос. Кам-Ключ, башк. Кам-Ключ) — присілок у складі Бураєвського району Башкортостану, Росія. Входить до складу Тепляківської сільської ради.
Населення — 4 особи (2010; 14 у 2002).
Національний склад:
- росіяни — 79 %